# Challenger de Charlottesville 2024
El torneo Charlottesville Men's Pro Challenger 2024, denominado por razones de patrocinio Jonathan Fried Pro Challenger fue un torneo de tenis pertenecieó al ATP Challenger Tour 2024 en la categoría Challenger 75. Se trató de la 15ª edición; el torneo tuvo lugar en la ciudad de Charlottesville (Estados Unidos), desde el 28 de octubre hasta el 3 de noviembre de 2024 sobre pista dura bajo techo.

## Jugadores participantes del cuadro de individuales
| Preclasificado | País                      | Jugador             | Rank1 | Posición en el torneo |
| 1              | Bandera de Estados Unidos | Christopher Eubanks | 119   | Primera ronda         |
| 2              | Bandera de Estados Unidos | Learner Tien        | 124   | Semifinales           |
| 3              | Bandera de Estados Unidos | Mitchell Krueger    | 146   | Primera ronda         |
| 4              | Bandera de Estados Unidos | Zachary Svajda      | 163   | Primera ronda         |
| 5              | Bandera de Polonia        | Maks Kaśnikowski    | 168   | Segunda ronda         |
| 6              | Bandera de Estados Unidos | Patrick Kypson      | 173   | Segunda ronda         |
| 7              | Bandera de Kazajistán     | Dmitry Popko        | 175   | Primera ronda         |
| 8              | Bandera del Reino Unido   | Paul Jubb           | 182   | Segunda ronda         |

- 1 Se ha tomado en cuenta el ranking del 21 de octubre de 2024.

### Otros participantes
Los siguientes jugadores recibieron una invitación (wild card), por lo tanto ingresan directamente al cuadro principal (WC):
- Govind Nanda
- Reilly Opelka
- Dylan Dietrich

Los siguientes jugadores ingresan al cuadro principal tras disputar el cuadro clasificatorio (Q):
- Kyle Edmund
- Andre Ilagan
- Toby Kodat
- Naoki Nakagawa
- Alex Rybakov
- Patrick Zahraj

## Campeones

### Individual Masculino
- James Trotter derrotó en la final a  Nishesh Basavareddy por 6–3, 6–4

### Dobles Masculino
- Robert Cash /  James Tracy derrotaron en la final a  Chris Rodesch /  William Woodall por 4–6, 7–6(7), [10–7]